# Toby Onwumere
Toby Onwumere, né le 1er février 1990 au Nigeria, est un acteur américain. Il a grandi dans la ville de Mansfield, au Texas, et a étudié à l'université de Californie à San Diego. Il est notamment connu pour son rôle de Capheus dans la série télévisée Sense8, saison 2,,,,,,,.

## Filmographie

### Cinéma
- 2021 : Matrix Resurrections de Lana Wachowski
- 2023 : A Good Person de Zach Braff : Jesse

### Séries télévisées
- 2012 : The Book of Dallas
- 2016 - 2018 : Sense8 : Capheus Onyango (surnommé « Van Damn ») (saison 2)
- 2018 : Empire : Kai (saison 5)
- 2018 : Olive Forever : Bigby (1 épisode)